# Ramphidium gigantalis
Ramphidium gigantalis är en fjärilsart som beskrevs av Jones 1912. Ramphidium gigantalis ingår i släktet Ramphidium och familjen mott. Inga underarter finns listade i Catalogue of Life.